# Miðvágs kommuna
Miðvágs kommuna jest ósmą co do wielkości gminą na Wyspach Owczych, terytorium autonomicznego Danii. Zamieszkuje ją 1100 mieszkańców, co daje jej dziesiątą pozycję na archipelagu. Zmniejszenie ilości gmin, wedle polityki redukcyjnej farerskiego parlamentu, na początku 2005 roku nie wpłynęło na gminę Miðvágur.

## Położenie
Miðvágs kommuna zajmuje centralną część wyspy Vágar, południowo-zachodnią granicą stykając się z jeziorem zwanym po tej jego stronie Leitisvatn, największym spośród wszystkich zbiorników tego typu na Wyspach Owczych. Podążając dalej na północ można dotrzeć do granicy z większą gminą Sørvágur, zaś cała wschodnia granica styka się z Sandavágs kommuną. Zarówno północna, jak i południowa część graniczą z Oceanem Atlantyckim.

## Osady gminy Miðvágur

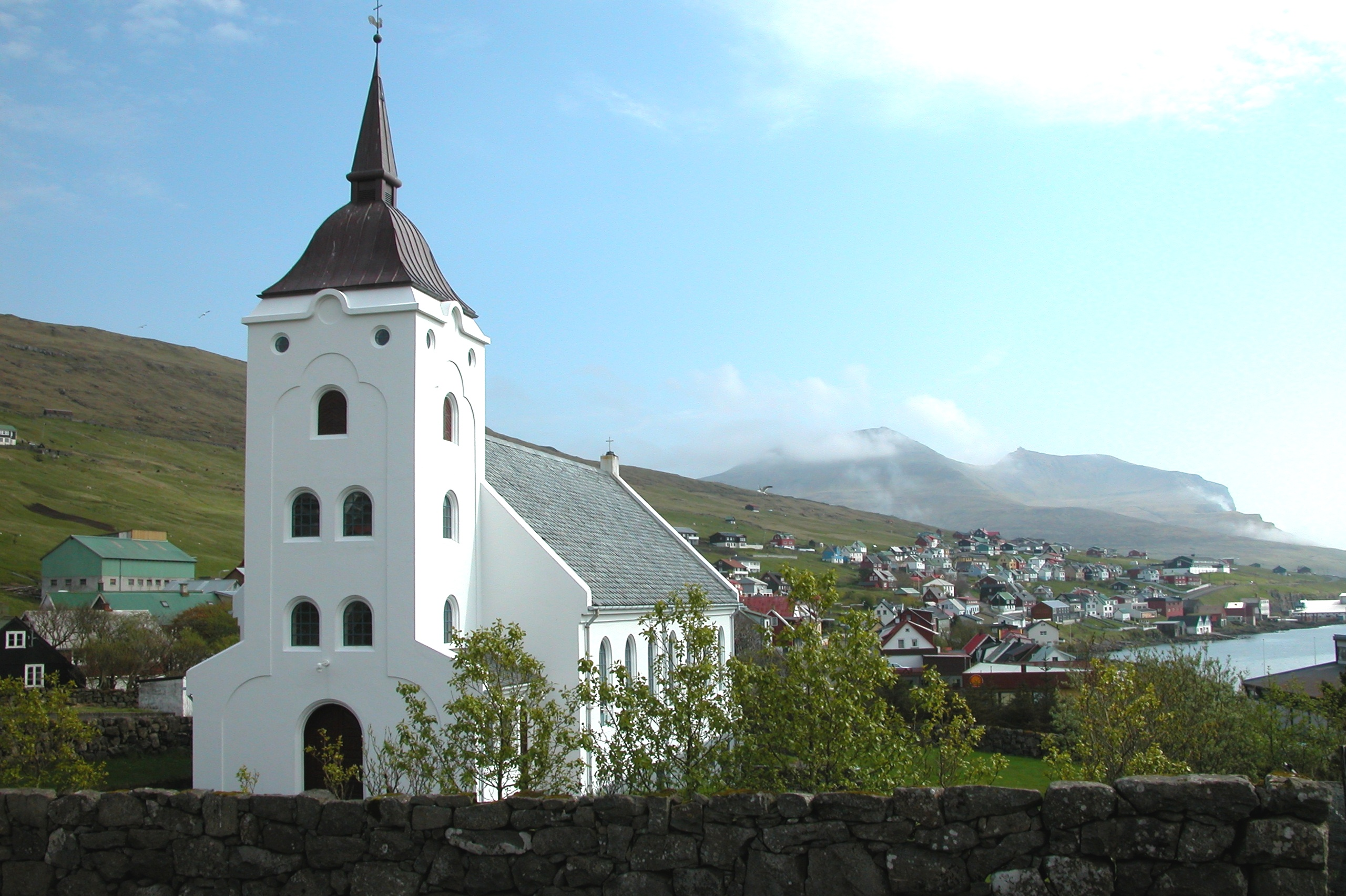
Miasto Miðvágur od strony kościoła.

- Miðvágur jest największym choć nie najważniejszym miastem na całej wyspie Vágar, a tym samym i w swej gminie. Opodal znajduje się lotnisko Vágar, w mieście Sørvágur, co oddaje temu miastu prym w tej części archipelagu. Mimo pozornego braku atrakcyjności populacja miasta rośnie w przeciwieństwie do sąsiedniego Sørvágur. Miasteczko to posiada główny ośrodek informacji turystycznej na wyspie, a także jeden z najstarszych budynków archipelagu o barwnej historii. W mieście mieszka aktualnie 1046 obywateli[1].

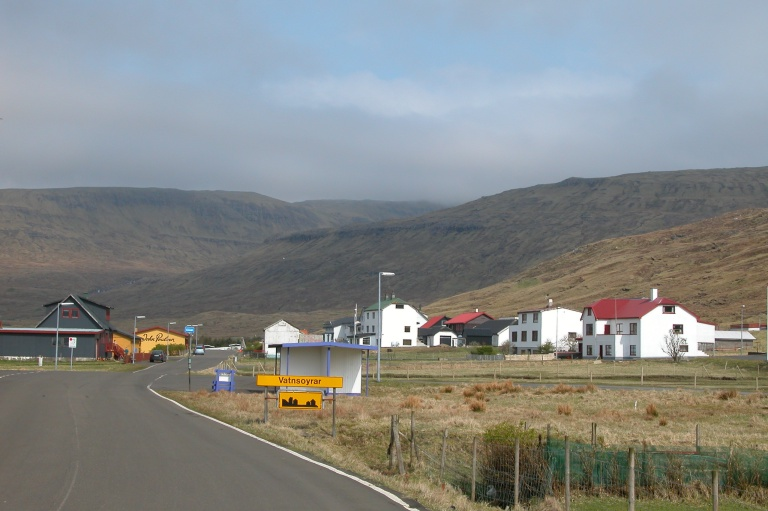
Osada Vatnsoyrar.

- Vatnsoyrar jest maleńką miejscowością na północnym wybrzeżu jeziora Leitisvatn. Osadę założono w 1921 roku, jako pierwszą miejscowość na całym archipelagu niemającej bezpośredniego dostępu do słonej wody. Jej nazwa ma wiele wspólnego ze specyficznym, jak na farerskie warunki, położeniem, albowiem "vatn", po farersku, podobnie jak w wielu innych językach skandynawskich oznacza "jezioro". Miejscowość zamieszkuje obecnie 54 ludzi[1].

### Literatura
- Marcin Jakubowski i Marek Loos, Wyspy Owcze, Szczecin 2003 ISBN 83-913526-3-3